# Pronomenhopp
Pronomenhopp eller objektskifte kallas det syntaktiska fenomen som, för svenskans del, innebär att obetonade objektspronomen inte placeras på objektets ordinarie plats i huvudsatsen, utan i en position mellan det finita verbet och satsadverbialet.
Objektets ordinarie position i svenska huvudsatser är den näst sista, mellan positionerna för infinita verb och innehållsadverbial. Vid pronomenhopp flyttas objektet istället åt vänster, och hamnar mellan subjektet och satsadverbialet (kort pronomenhopp) eller mellan det finita verbet och subjektet (långt pronomenhopp). Detta fenomen skiljer sig från spetsställning, där ett satsled (inklusive objekt) placeras i satsens fundament, det vill säga framför det finita verbet. Eftersom pronomenhopp endast sker med obetonade pronomen kan pronomenet i fråga inte vara fokuserat eller kontrastivt. Pronomenhopp uppstår endast i huvudsatser med enkla verb, och förekommer alltså inte i bisatser eller satser med partikelverb eller infinita verb. Pronomenhopp är också ovanligt om objektet är ett det som syftar på en hel sats eller dess proposition, och subjektet inte är ett pronomen.
När pronomenhopp är möjligt, alltså i huvudsatser med enkla verb och obetonade objektspronomen som inte syftar på satser, betraktas kort pronomenhopp som den omarkerade ordföljden. Det vill säga att vi hellre utför pronomenhopp än lämnar obetonade objektspronomen på objektets ordinarie position, även om det också är möjligt.

## Exempelmeningar
| Pronomenhopp? | fundament | typplats (finit verb) | skiftat objekt | subjekt | skiftat objekt | satsadverbial (negation) | infinit verb, partikel | oskiftat objekt, predikativ | innehållsadverbial |
| ------------- | --------- | --------------------- | -------------- | ------- | -------------- | ------------------------ | ---------------------- | --------------------------- | ------------------ |
| Inget         | Jag       | älskar                |                | ←       |                | inte                     |                        | dig                         | längre.            |
| Kort          | Jag       | älskar                |                | ←       | dig            | inte                     |                        | ←                           | längre.            |
| Blockerat     | Jag       | älskar                |                | ←       |                | inte                     |                        | Jens                        | längre.            |
| Inget         | Varför    | berättade             |                | hon     |                | inte                     |                        | det                         | för mig?           |
| Kort          | Varför    | berättade             |                | hon     | det            | inte                     |                        | ←                           | för mig?           |
| Blockerat     | Varför    | ville                 |                | hon     |                | inte                     | berätta                | det                         | för mig?           |
| Inget         | Här       | hittar                |                | fienden |                | inte                     |                        | honom                       | ←.                 |
| Kort          | Här       | hittar                |                | fienden | honom          | inte                     |                        | ←                           | ←.                 |
| Långt         | Här       | hittar                | honom          | fienden | ←              | inte                     |                        | ←                           | ←.                 |
| Blockerat     | Här       | kan                   |                | fienden |                | inte                     | hitta                  | honom.                      | ←                  |
| Inget         | Varför    | tvättar               |                | Stina   |                | inte                     |                        | sig                         | om hon nu vill?    |
| Kort          | Varför    | tvättar               |                | Stina   | sig            | inte                     |                        | ←                           | om hon nu vill?    |
| Långt         | Varför    | tvättar               | sig            | Stina   | ←              | inte                     |                        | ←                           | om hon nu vill?    |
| Blockerat     | Varför    | tvättar               |                | Stina   |                | inte                     | av                     | sig                         | om hon nu vill?    |